# H*A*S*H
H*A*S*H er en dansk voksen-dukkejulekalender. Den skulle oprindeligt have haft premiere på DR2 den 1. december 2009, men DR2 valgte at droppe julekalenderen – en beslutning, der efterfølgende er blevet diskuteret meget i medierne. Bald Film overtog rettighederne til H*A*S*H i 2010, hvor den i december samme år, blev vist på websitet www.hashtv.dk. og lagt ud på Youtube.dk. H*A*S*H er en serie om krigenes absurditet og groteskhed, fyldt med vejsidebomber, vådeskud og vanvittigheder.
Navnet henviser til hash og til tv-serien M*A*S*H, mens "Problemistan" og "tulipanerne" henviser til Afghanistan (evt. også Pakistan) og talibanerne.

## Handling
H*A*S*H foregår i det fjerne, fattige og farlige land Problemistan. Her følger vi den unge, idealistiske og naive soldat Christian Vest og hans tre unge konstabel-kolleger, den våben- og selvglade Bimbo, den evigt sortseende Pinky og den krigeriske pige Laila. De er alle fire udstationeret i den lille, primitive militærlejr Camp H*A*S*H i en udkrog af Problemistan. Sammen med Camp H*A*S*H's øverstkommanderende og lejrens altid energiske daglige leder, sergent Jens Janus Knudsen, er Christian og de andre konstablers opgave at forsvare den store ørken omkring Camp H*A*S*H. 
Det er både en nem og en svær opgave. Nem, fordi fjenden, tulipanerne, nærmest aldrig kommer frem fra deres gemmesteder i bjergene for at true og angribe soldaterne. Svær, fordi det giver en masse ventetid, som de slår ihjel ved at ryge hash. De eneste problemer, soldaterne har, er dem, de selv skaber, og især Christian begynder at synes, at det hele er en lille smule meningsløst. For hvad er det egentlig for en mission, de løser i Problemistan?   

## Stemmer
Det er blandt andre Sidney Lee, Bo Carlsson, Mia Lyhne, Søren Hauch-Fausbøll, Mette Horn og Janus Nabil Bakrawi, der lægger stemmer til dukkerne i H*A*S*H.

## Personer

### Christian Vest
Christian er 21 år og nyudannet konstabel. Han er opvokset på en højskole og har som den eneste konstabel taget en gymnasiel uddannelse. Han er en naiv og idealistisk ung mand, der gerne vil i krig og på mission for at gøre en forskel og kæmpe for frihed og demokrati.
Christian er stemmelagt af skuespilleren Bo Carlsson.

### Bimbo
Bimbo er 19 år og glad for våben. En ufaglært popdreng, der kommer fra en af Københavns forstæder. Han elsker fest, piger og er i nærheden af en direkte kopi af reality-stjernen Sidney Lee, der lægger stemme til ham.

### Pinky
Pinky er 19 år og opvokset på landet. Han er en følsom emo-dreng, som opsøger alt mørkt og farligt, og er i krig, fordi han gerne vil dø. Han elsker smerte og sin iPod og kunne ikke drømme om at gøre vold mod andre. Hans hår er sort og langt og hans krop er bleg.

### Jens Janus Knudsen
Knudsen, også kaldet "Kussen",  er 25 og sergent. Han er opvokset i naturskønne omgivelser, men i dag er det dog krigen som er hans hjem. Han er en pligtopfyldende, punktlig og pirrelig kontrolfreak, der agerer som den professionelle soldat, han er.
Han er stemmelagt af Søren Hauch-Fausbøll.

## Soundtrack
1. "Slås Men Håber Ingen Dør" - Michael Møller
2. "Gør En Forskel" - Sys Bjerre
3. "Den Største Gun" - Johan Olsen
4. "Et Hvæs" - Michael Møller
5. "H.J.E.M." - Alex Nyborg Madsen
6. "Kærlighedsfondue" - Lis Sørensen
7. "Kilo Romeo India Golf" - DJ Aligator
8. "Moderat Fysisk Pres" - Ivan Grosmeyer
9. "Min Milits Er Ingen Vits" - MC Sharif Feat. Mads Langer
10. "Altings Intethed" - Mattias Kolstrup
11. "Kroppe" - Johan Olsen Feat. Lars Vognstrup
12. "Livets Lyse Sider" - Sys Bjerre, Johan Olsen, Michael Møller og Mattias Kolstrup
13. "Krig Uden Skrig" - Prague Philharmonic Orchestra